# 建制派 (澳門)
建制派（葡萄牙語：Campo pró-estabelecimento），另稱親中派（Campo pró-China；Pro-China camp）、親北京陣營（Campo pró-Pequim；Pro-Beijing camp），是澳門的政治派系，指傾向擁護或支持澳門特區政府現有建制及中华人民共和国中央政府的政黨和人士，並反對澳門民主派的政治意識形態及民主立場；民主派人士稱之為「親共人士」。自一二·三事件以來亲共社團一直主導澳門主流社會。
建制派有多個派別，包括親商界的博彩業企業，以及傳統親共社團等。

## 政團

### 商界陣營
- 民眾建澳聯盟
- 澳門發展新連盟
- 澳粵同盟
- 澳門中華總商會
- 改革創新聯盟

### 傳統左派
- 澳门工会联合总会
- 澳门街坊会联合总会